# Ozarba damagarima
Ozarba damagarima är en fjärilsart som beskrevs av Rothschild 1921. Ozarba damagarima ingår i släktet Ozarba och familjen nattflyn. Inga underarter finns listade i Catalogue of Life.